# Rožňativský rajón
Rožňativský rajón (ukrajinsky Рожнятівський район) byl rajón v Ivanofrankivské oblasti na Ukrajině. Hlavním městem byl Rožňativ a rajón měl přibližně 72 tisíc obyvatel. 

## Sídla v rajónu
- Brošniv-Osada
- Perehinske
- Rožňativ